# Pantholops
Pantholops é um gênero de caprinos da subfamília Antilopinae, da família dos bovídeos. O chiru (Pantholops hodgsonii) é a única espécie do gênero.